# Небезпечний флірт
Небезпечний флірт (англ. The Dangerous Flirt) — американська мелодрама режисера Тода Браунінга 1924 року.

## У ролях
- Евелін Брент — Шейла Файрфакс
- Едвард Ерл — Дік Морріс
- Шелдон Льюїс — дон Альфонсо
- Кларисса Сельвінн — тітка Пріссі
- Пьєр Гендрон — капітан Хосе Гонсалес